# MONGHANG
MONGHANG（モンハン）とは、日本のプログレッシブ・ロックバンドである。

## メンバー
BA - ボーカル
- 中野でBA CAFEを経営。nka unka aunka、WUJABINBIN

keitaimo wuja bin bin - ベース
- BEAT CRUSADERS、WUJABINBIN

ugazin - ギター、チェロ
- デブパレード、熊猫xiongmao

yohei bohemian - パーカッション
- Orquesta Nudge! Nudge!、TUFF SESSION、nka unka aunka、WUJABINBIN

chokan(石橋英子) - キーボード、フルート
- Panic Smile、町田康バンド、高円寺百景、nka unka aunka、WUJABINBIN

atsushi tanaka - ドラム
- 2008年8月9日、登山中の滑落事故により逝去。

### 元メンバー
manbubu（夘木英治）- パーカッション
Melt-Banana、Acid Mothers Temple、マニアオルガン、マッハデシリットル
UMEZY - ギター
POCHI - ギター
ガス山田 - ギター
KUDO - ドラム

## 概要
1996年、ベースのkeitaimo wuja bin binを中心として、東洋大学のサークル内において結成。2000年9月には、イラクで行なわれた“バビロン・フェスティバル”に参加。その後も2度のアメリカツアーを行う等の活動を展開していたが、ドラム担当のatsushi tanakaが2008年8月に事故により死去、追悼イベントを同年10月に行い、翌11月に解散した。

## ディスコグラフィー

### オリジナルアルバム
- FAMILY(1999/3/25)
- MONGHANG(2001/10/17)
- DEBAKATA(2005/09/07)2010年東芝ダイナブックCM曲『opat』収録

### オムニバス
- STRAIGHT FLASH(1998/10/21)
- ROYAL STRAIGHT FLASH(1999/9/22)
- Shit Associated Music vol.1(2000/5/1)
- KIMICA GOLDEN PACKAGE(2006/06/14)
- 108% Bad News(2007/9/26)